# Alsóújlak, Vas
Alsóújlak  este un sat în districtul Vasvár, județul Vas, Ungaria, având o populație de 650 de locuitori (2011). 

## Demografie
Componența etnică a satului Alsóújlak
     Maghiari (98,2%)
     Germani (1,26%)
     Români (0,54%)
Componența confesională a satului Alsóújlak
     Fără religie (1,85%)
     Reformați (1,54%)
     Necunoscută (95,85%)
     Luterani (0,77%)
Conform recensământului din 2011, satul Alsóújlak avea 650 de locuitori. Din punct de vedere etnic, majoritatea locuitorilor (98,2%) erau maghiari, cu o minoritate de germani (1,26%). Nu există o religie majoritară, locuitorii fiind persoane fără religie (1,85%) și reformați (1,54%). Pentru 95,85% din locuitori nu este cunoscută apartenența confesională.